# Trần Bảo Toàn
Trần Bảo Toàn (sinh ngày 14 tháng 7 năm 2000) là một cầu thủ bóng đá chuyên nghiệp người Việt Nam hiện đang thi đấu ở vị trí tiền vệ cho câu lạc bộ Hoàng Anh Gia Lai tại V.League 1.

## Thống kê sự nghiệp

### Bàn thắng quốc tế
U-23 Việt Nam
| #  | Ngày                | Địa điểm              | Đối thủ  | Tỷ số | Kết quả | Giải thi đấu                              |
| -- | ------------------- | --------------------- | -------- | ----- | ------- | ----------------------------------------- |
| 1. | 26 tháng 2 năm 2022 | Phnôm Pênh, Campuchia | Thái Lan | 1–0   | 1–0     | Giải vô địch bóng đá U-23 Đông Nam Á 2022 |

## Danh hiệu
Hoàng Anh Gia Lai
- Cúp Quốc gia:  2022

U-23 Việt Nam
- Giải vô địch bóng đá U-23 Đông Nam Á:  2022